# Tormod Frostad
Tormod Frostad (Bærum, 29 agosto 2002) è uno sciatore freestyle norvegese, specializzato in slopestyle e big air.

## Biografia
Attivo in gare FIS dal 2016 e specializzato in big air e slopestyle, Frostad ha esordito in Coppa del Mondo il 7 settembre 2018, classificandosi 28º nel big air di Cardrona vinto dallo svizzero Andri Ragettli. Il 16 marzo 2024 ha ottenuto il suo primo podio nel massimo circuito, concludendo lo slopestyle di Tignes in 2ª posizione alle spalle dello statunitense Mac Forehand. Il 1º dicembre successivo ha vinto la sua prima gara imponendosi nel big air di Pechino.

## Palmarès

### Coppa del Mondo
- Miglior piazzamento nella Coppa del Mondo generale di freestyle: 13º nel 2024
- 4 podi:
  - 1 vittoria
  - 2 secondi posti
  - 1 terzo posto

#### Coppa del mondo - vittorie
| Data             | Luogo   | Paese | Disciplina |
| ---------------- | ------- | ----- | ---------- |
| 1º dicembre 2024 | Pechino | Cina  | BA         |

Legenda:

BA = Big air